# Aljezur
Aljezur (aɫʒɨ'zuɾ) è un comune portoghese di 5 288 abitanti situato nel distretto di Faro.
La cittadina di Aljezur, capoluogo dell'omonimo comune, conta circa 2 700 abitanti.

## Storia
Il sito archeologico si trova su una collina accanto alla Ribeira de Alcaria, a circa quattro chilometri da Aljezur, vicino alla strada per Lagos. I resti archeologici risalgono ai secoli dall'VIII al XII.
Il centro storico è dominato dalle rovine di un castello moresco del X secolo. Qui sono state trovate tracce di insediamenti risalenti all'Età del Ferro. Gli Almoravidi e gli Almohadi fecero ampliare notevolmente il castello, che si trova in un'ansa del fiume Ribeira de Aljezur, tra l'XI e la prima metà del XIII secolo. Da allora, le mura esterne hanno uno spessore di 1,5 metri e le torri angolari sono alte 9 metri. Piccoli forti e torri di guardia estendevano il sistema difensivo alla campagna circostante. A questo periodo risale anche una cisterna per l'acqua piovana lunga 7,3 metri, larga 5,7 metri e con un'altezza interna media di 3,8 metri. Uno strato interno ed esterno di malta di 4 cm di spessore rendeva la struttura impermeabile.
Aljezur fu sottratta agli Almohadi intorno al 1249 dall'Ordine di Santiago sotto la guida di Dom Paio Peres Correia. L'ordine installò nel castello magazzini e caserme residenziali e controllò l'area intorno alla fortezza per un ampio raggio. Alfonso X di Castiglia e Alfonso III del Portogallo si accordarono sui diritti di numerosi castelli dell'Algarve nel Trattato di Badajoz e Aljezur andò a Dionigi del Portogallo, figlio di Alfonso III.
Nel 1280, Dionigi concesse ad Aljezur dei privilegi cittadini, assumendo la metà della manutenzione del castello e i Cavalieri di Aljezur l'altra metà. Nell'attuale piazza 5 ottobre fu costruito il municipio, che dal 2000 ospita il Museo municipale. Alla fine del XV secolo, il castello perse la sua funzione militare e fu abbandonato.
Sulle pendici del castello fu costruita una città che arrivava fino al fiume. Vi fu costruito un importante porto, l'unico naturale della frastagliata costa atlantica a sud di Lagos; il fiume era anche l'unico navigabile fino all'insabbiamento del XVI e XVII secolo. I contatti commerciali si estendevano a nord fino alle Fiandre e alla Castiglia, ma soprattutto a Tavira e Lisbona. I panni giocavano un ruolo importante, così come la frutta secca, il miele, l'olio d'oliva, le spezie e i medicinali. I diritti e i dazi venivano riscossi in una dogana separata. Le entrate derivanti dai diritti di pesca andavano all'ospedale della città. La pesca si svolgeva sia nei fiumi che sull'Atlantico.
Nelle pianure fluviali c'erano vasti campi di grano, il cui raccolto veniva trasformato in farina nei mulini sul fiume. Il grano veniva esportato nelle fortezze africane del Portogallo. La flotta portoghese veniva rifornita anche di biscoito, un tipo di biscotto per navi. L'orticoltura e la viticoltura fornivano prodotti da esportazione e rifornivano il mercato regionale. C'erano anche maiali, bovini, pecore e capre, oltre a meloni, coriandolo, fagioli e altri prodotti agricoli. Nelle zone più scoscese si promuovevano l'apicoltura e la caccia.
Il terremoto di Lisbona del 1755, che colpì praticamente tutto il Portogallo, segnò una netta svolta. Dall'altra parte del fiume e a circa un chilometro dalla città vecchia, la città nuova fu costruita intorno alla Igreja Nova su iniziativa del vescovo di Faro, Francisco Gomes de Avelar (1739-1816), che voleva offrire alla popolazione un luogo più sicuro dove vivere dopo il 1755. 
Oggi la maggior parte della popolazione vive qui e sempre più spesso si guadagna da vivere con il turismo. Tuttavia, il mercato rimane un importante centro di distribuzione per la regione scarsamente popolata, oltre ad avere funzioni amministrative e culturali.

## Società

### Evoluzione demografica
| 1801 | 1849 | 1900 | 1930 | 1960 | 1981 | 1991 | 2001 | 2004 |
| 1790 | 2780 | 5053 | 6977 | 8139 | 5059 | 5006 | 5288 | 5322 |

## Freguesias
- Aljezur
- Bordeira
- Odeceixe
- Rogil

## Galleria d'immagini

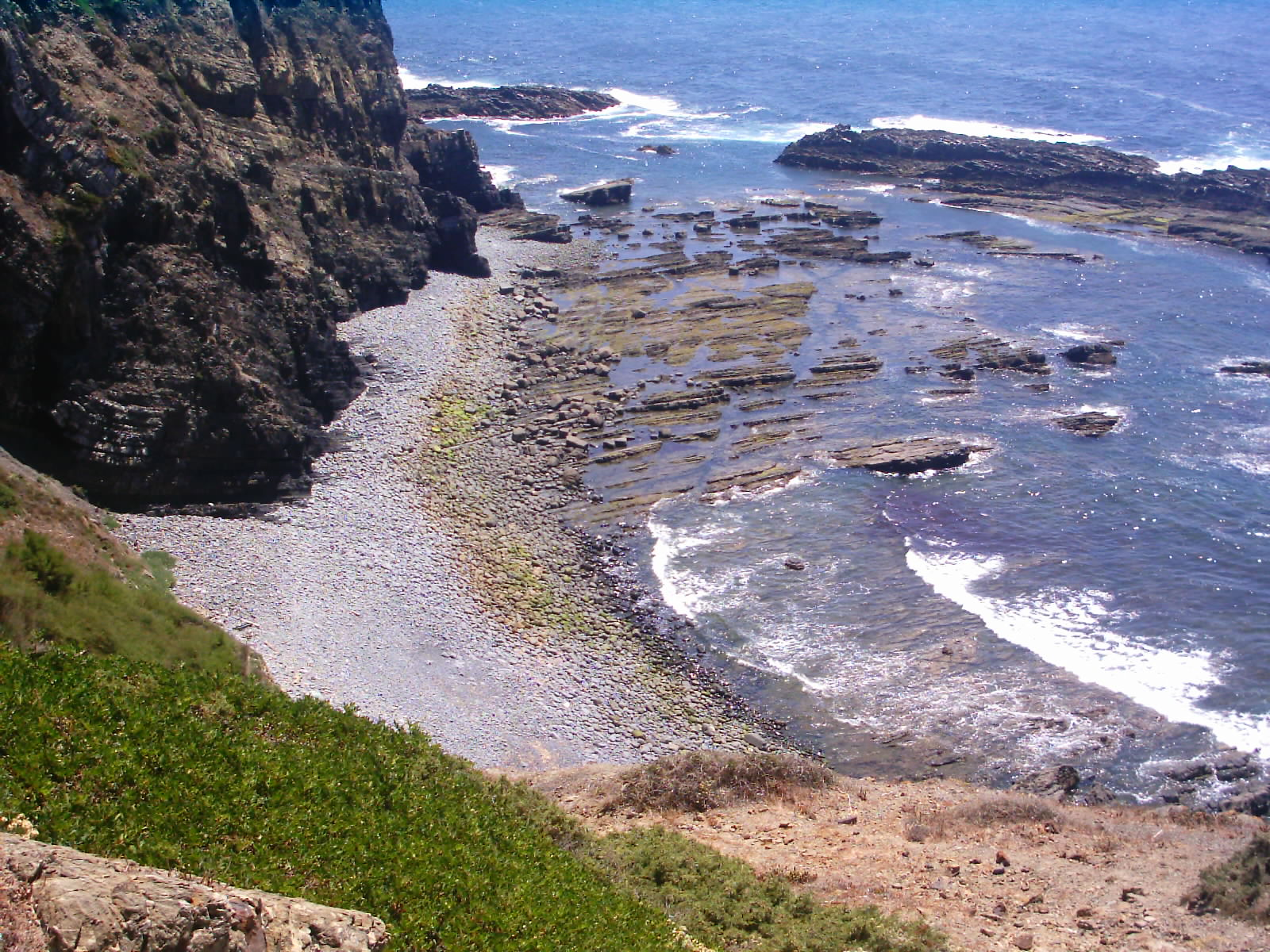
Piccola spiaggia nel comune di Aljezur